# لوري بالمر
لوري بالمر (بالإنجليزية: Lori Balmer)‏ هي مغنية أسترالية، ولدت في 1960 في فيكتوريا في أستراليا.

## وصلات خارجية
- لوري بالمر على موقع IMDb (الإنجليزية)
- لوري بالمر على موقع ميوزك برينز (الإنجليزية)
- لوري بالمر على موقع ديسكوغز (الإنجليزية)